# Dromioïdeus
Els dromioïdeus (Dromioidea) són una superfamília de crustacis decàpodes de l'infraordre dels braquiürs distribuïda majoritàriament a Madagascar. S'han trobat fòssils des del Cretaci superior d'España.

## Taxonomia
La superfamília Dromioidea inclou 157 espècies en dues famílies:
- Família Dromiidae De Haan, 1833
- Família Dynomenidae Ortmann, 1892